# Mallada madestes
Mallada madestes är en insektsart som först beskrevs av Banks 1911.  Mallada madestes ingår i släktet Mallada och familjen guldögonsländor. Inga underarter finns listade i Catalogue of Life.